# Mauricio Pozo
Mauricio Andrés Pozo Quinteros (* 16. August 1970 in San Vicente de Tagua Tagua) ist ein ehemaliger chilenischer Fußballspieler und -trainer. Der Verteidiger spielte viermal in der Nationalmannschaft Chiles.

## Karriere

### Verein
Mauricio Pozo debütierte 1990 beim CD Magallanes. Lange Zeit seiner aktiven Karriere verbrachte der Abwehrspieler bei Deportes Concepción, mit dem er 1994 die Zweitligameisterschaft gewinnen konnte. Nach weiteren Stationen bei verschiedenen Vereinen in Chile beendete Pozo 2006 seine Profikarriere beim Santiago Morning.

### Nationalmannschaft
Mauricio Pozo gab sein Debüt für Chile beim Freundschaftsspiel im April 2001 gegen Mexiko. Nach einer 0:1-Niederlage im Qualifikationsspiel für die Weltmeisterschaft 2002 gegen Paraguay wurde er für die Copa América 2001 nominiert. Bei der 0:2-Niederlage im letzten Gruppenspiel gegen Gastgeber Kolumbien spielte Pozo über die volle Spielzeit. Chile kam als Gruppenzweiter ins Viertelfinale, schied dort aber gegen Mexiko aus. Pozo absolvierte sein viertes und letztes Länderspiel in der WM-Qualifikation gegen Bolivien, das 2:2 endete.

### Trainer
Nach seinem Karriereende als Spieler wurde Mauricio Pozo 2009 Trainer bei San Antonio Unido in der dritten Liga. Noch im selben Jahr übernahm er für ein Spiel gegen den CD Cobreloa das Traineramt bei Santiago Morning und blieb danach Co-Trainer unter Juan Antonio Pizzi. Im Januar 2015 kam der frühere Defensivspieler nochmal in das Traineramt von Santiago Morning. Beim Klub in der Primera B wurde er im Oktober entlassen. Danach arbeitete Pozo als Kommentator bei beim Fernsehsender DirecTV Sports Chile.

## Erfolge
Deportes Concepción
- Chilenischer Zweitligameister: 1994

## Persönliches
Mauricio Pozo ist der Bruder des ehemaligen FIFA-Schiedsrichters Pablo Pozo. Pozo ist zudem der Schwiegersohn des ehemaligen Profifußballspielers Guillermo Páez, der mit Chile an der Weltmeisterschaft 1974 teilnahm.